# 阶梯圣母医院
43°19′6.14″N 11°19′42.57″E / 43.3183722°N 11.3284917°E

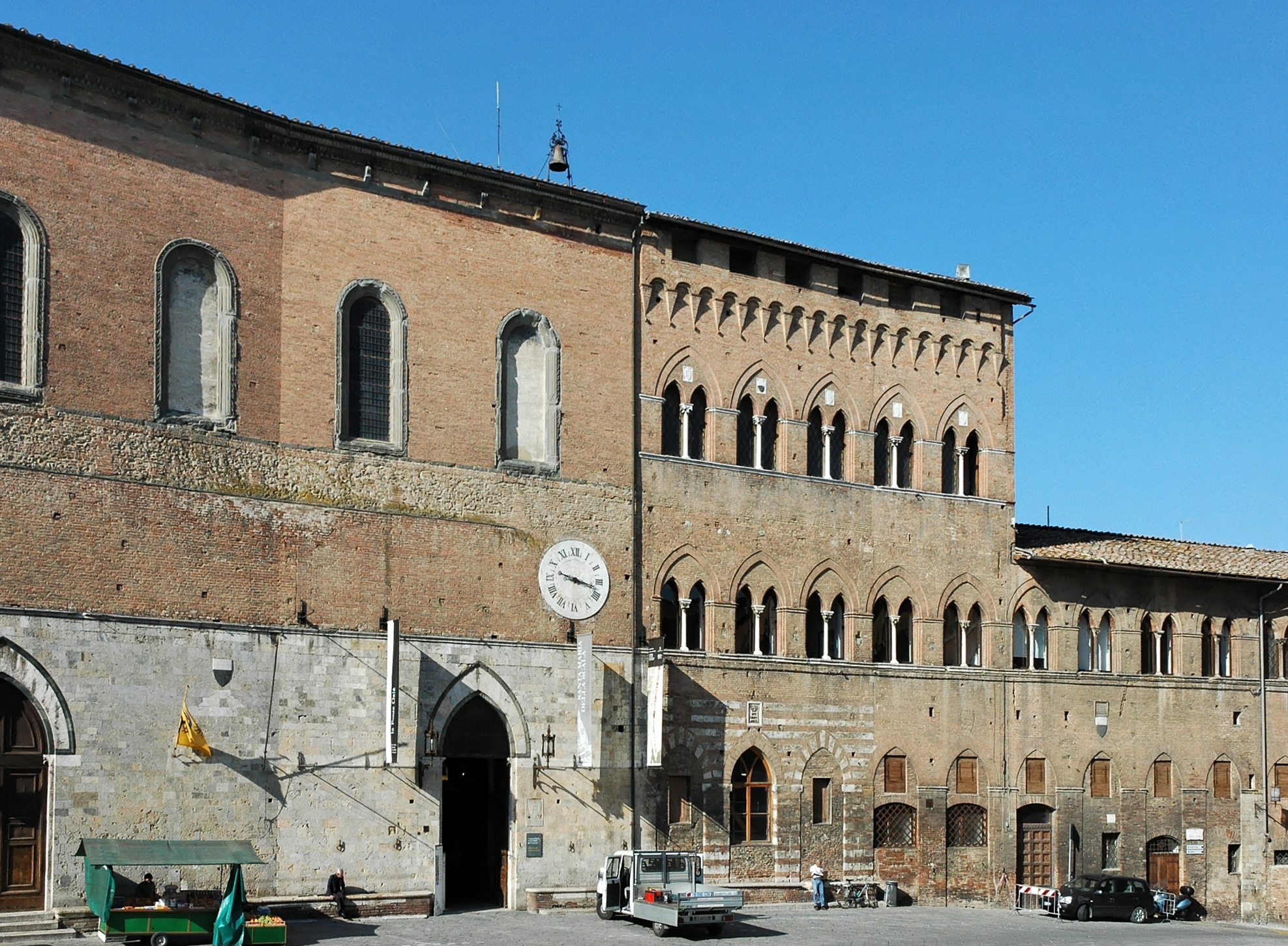
医院入口

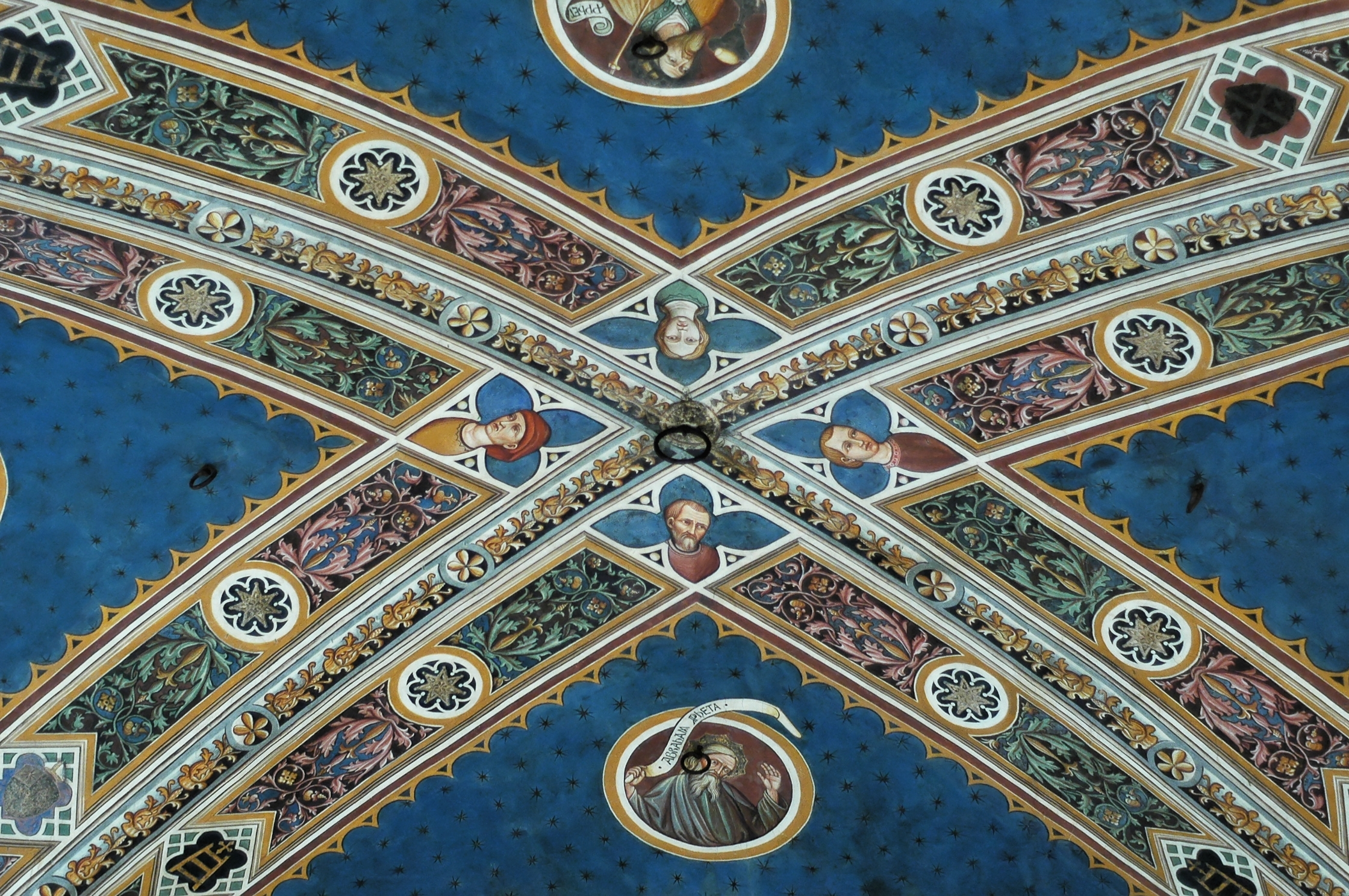
朝圣者大厅的壁画，多梅尼科·巴托洛

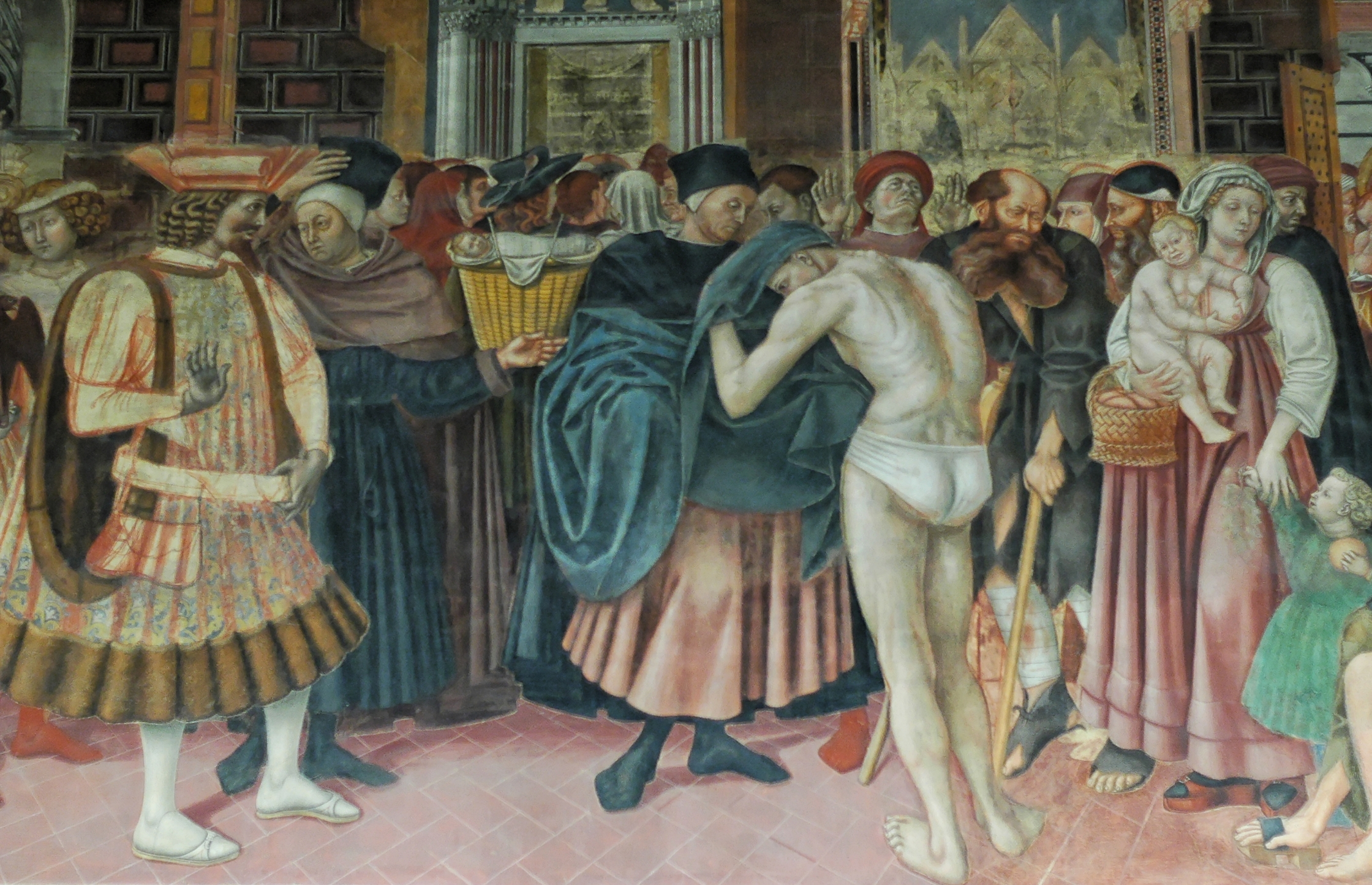
朝圣者壁画

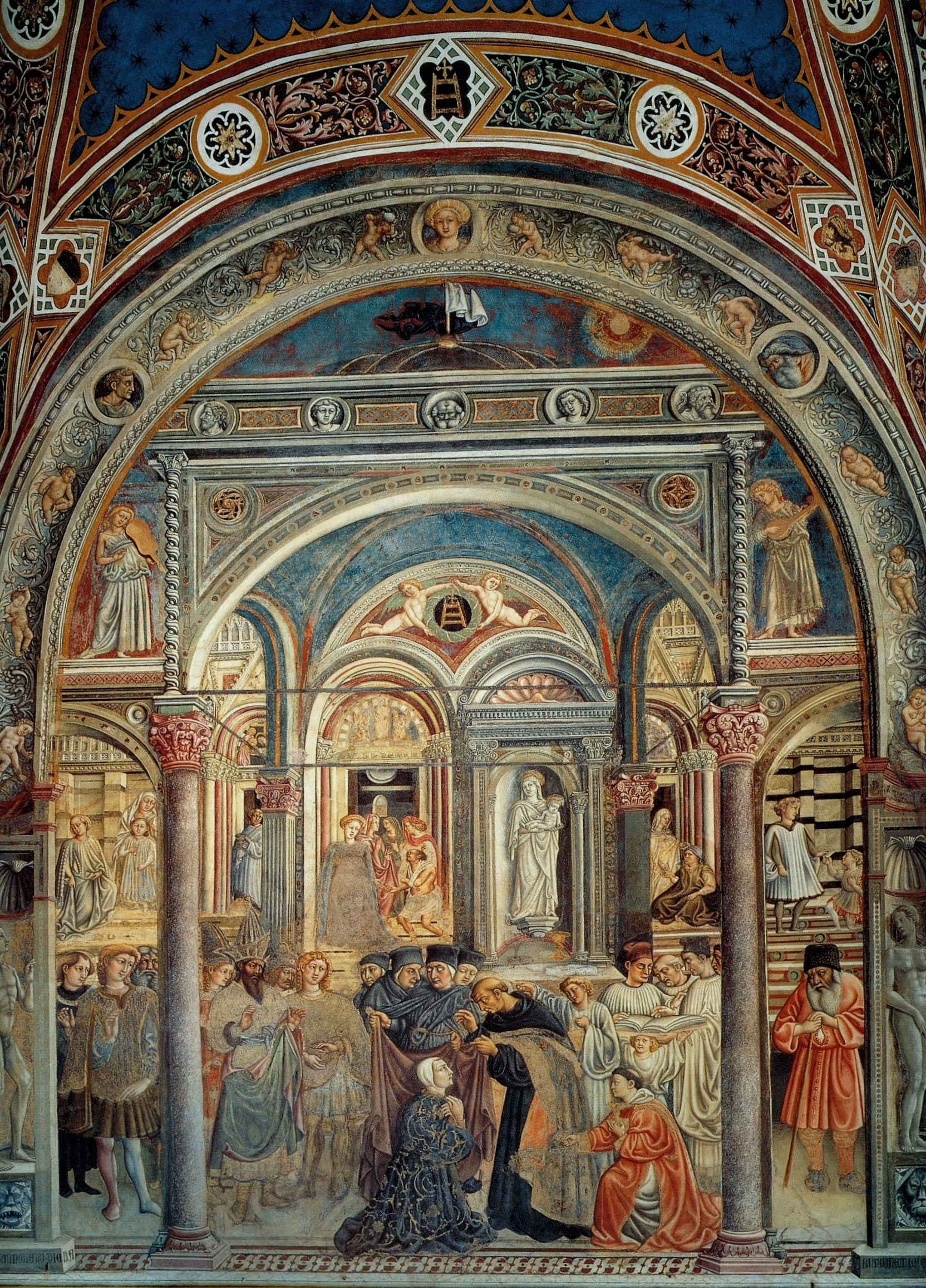

阶梯圣母医院（Santa Maria della Scala）位于意大利锡耶纳，现在是一个博物馆，历史上曾是一个重要的医院，致力于照顾弃婴、穷人，病人和朝圣者。收入部分来自锡耶纳公民，特别是富人的遗赠和捐赠。。
阶梯圣母医院是欧洲最早的医院之一，也是世界上现存最古老的医院之一。 它扮演了重要的文化角色，被认为是锡耶纳的三大艺术中心之一。

## 壁画
1335年前后，教堂有一系列壁画，描绘圣母生平 (1398):
- 《圣母诞生》，彼得罗·洛伦泽蒂
- 《圣母进殿》，安布罗乔·洛伦泽蒂
- 《圣母订婚》，西蒙内·马蒂尼
- 《圣母回家》，西蒙内·马蒂尼

## 外部鏈結
- Official website
- Sagrestia Vecchia[永久]